# Вёшенское сельское поселение
Вёшенское сельское поселение — муниципальное образование в Шолоховском районе Ростовской области. Административный центр поселения — станица Вёшенская.

## Административное устройство
В состав Вёшенского сельского поселения входят:
- станица Вёшенская
- хутор Андроповский
- станица Еланская
- хутор Краснояровский
- хутор Лебяженский
- хутор Пигаревский
- хутор Солонцовский

## Население
| 2010    | 2012    | 2013    | 2014    | 2015    | 2016    | 2017    |
| ------- | ------- | ------- | ------- | ------- | ------- | ------- |
| 10 751  | ↘10 609 | ↘10 552 | ↗10 591 | ↘10 548 | ↘10 505 | ↘10 443 |
| 2018    | 2019    | 2020    | 2021    |         |         |         |
| ↘10 401 | ↘10 364 | ↘10 308 | ↘10 254 |         |         |         |